# (29876) 1999 GR16
(29876) 1999 GR16 là một tiểu hành tinh vành đai chính. Nó được phát hiện ngày 25 tháng 4 năm 1999 bởi LINEAR.